# Drum național 19B
Der Drum național 19B (rumänisch für „Nationalstraße 19B“, kurz DN19B) ist eine Hauptstraße in Rumänien.

## Verlauf
Die Straße führt von Săcueni (ungarisch Székelyhíd), wo sie vom Drum național 19 (zugleich Europastraße 671)  nach Osten abzweigt, über Marghita und die Einmündung des Drum național 19E bei dem Dorf Chiribiș nach Ip, im Tal des Barcău nach Nușfalău, wo sie auf den von Aleșd kommenden Drum național 1H trifft und an diesem endet.
Die Länge der Straße beträgt rund 53 Kilometer.